# Wincenty z Beauvais
Wincenty z Beauvais, łac. Vincentius Bellovacensis lub Vincentius Burgundus (ur. ok. 1194, zm. w 1264) – francuski pisarz, dominikanin, teoretyk pedagogiki.

## Życiorys
Autor Speculum maius („Zwierciadło większe”), dzieła o charakterze encyklopedycznym. Poglądy Wincentego z Beauvais układają się w zborny system pedagogiczny. Bliższy był tradycjom monastycznym, benedyktyńskim i cysterskim, należał do epigonów tzw. renesansu XII wieku. Poglądy Wincentego z Beauvais były typowe dla średniowiecznej pedagogiki. Dominikanin w karach cielesnych dopatrywał się najlepszego środka prowadzącego do pokory, najważniejszej cnoty nauczyciela i ucznia.